# Dorcadion niveisparsum
Dorcadion niveisparsum là một loài bọ cánh cứng trong họ Cerambycidae.